# Thanatus neimongol
Thanatus neimongol là một loài nhện trong họ Philodromidae.
Loài này thuộc chi Thanatus. Thanatus neimongol được miêu tả năm 1987 bởi Wu & Da-xiang Song.